# Ansonia glandulosa
Ansonia glandulosa е вид жаба от семейство Крастави жаби (Bufonidae).

## Разпространение
Видът е разпространен в Индонезия.